# بطولة العالم تحت 17 سنة لكرة القدم 1997
بطولة العالم تحت 17 سنة لكرة القدم 1997 هي النسخة السابعة من المسابقة وأقيمت في مدن القاهرة، والإسماعيلية، والإسكندرية، وبورسعيد بمصر بين 4 سبتمبر و21 سبتمبر 1997. كان بإمكان اللاعبين الذي ولدوا بعد 1 يناير 1980 المشاركة في المسابقة.

## الملاعب
| المدينة     | الملعب              | السعة  |
| ----------- | ------------------- | ------ |
| القاهرة     | ستاد القاهرة الدولي | 74,100 |
| بورسعيد     | ستاد بورسعيد        | 22,000 |
| الإسكندرية  | ستاد الإسكندرية     | 20,000 |
| الإسماعيلية | استاد الإسماعيلية   | 16,500 |

## المنتخبات
| عمان             | أفضل ثلاثة منتخبات في بطولة آسيا تحت 17 سنة لكرة القدم 1996            |
| تايلاند          | أفضل ثلاثة منتخبات في بطولة آسيا تحت 17 سنة لكرة القدم 1996            |
| البحرين          | أفضل ثلاثة منتخبات في بطولة آسيا تحت 17 سنة لكرة القدم 1996            |
| مالي             | أفضل منتخبين في بطولة أفريقيا تحت 17 سنة لكرة القدم 1997               |
| غانا             | أفضل منتخبين في بطولة أفريقيا تحت 17 سنة لكرة القدم 1997               |
| المكسيك          | أفضل ثلاثة منتخبات في بطولة كونكاكاف تحت 17 سنة لكرة القدم 1996        |
| الولايات المتحدة | أفضل ثلاثة منتخبات في بطولة كونكاكاف تحت 17 سنة لكرة القدم 1996        |
| كوستاريكا        | أفضل ثلاثة منتخبات في بطولة كونكاكاف تحت 17 سنة لكرة القدم 1996        |
| البرازيل         | أفضل ثلاثة منتخبات في بطولة أمريكا الجنوبية تحت 17 سنة لكرة القدم 1997 |
| الأرجنتين        | أفضل ثلاثة منتخبات في بطولة أمريكا الجنوبية تحت 17 سنة لكرة القدم 1997 |
| تشيلي            | أفضل ثلاثة منتخبات في بطولة أمريكا الجنوبية تحت 17 سنة لكرة القدم 1997 |
| نيوزيلندا        | بطل مسابقة أوقيانوسيا التأهيلية تحت 17 سنة 1997                        |
| إسبانيا          | أفضل ثلاثة منتخبات في بطولة أوروبا تحت 16 سنة لكرة القدم 1997          |
| النمسا           | أفضل ثلاثة منتخبات في بطولة أوروبا تحت 16 سنة لكرة القدم 1997          |
| ألمانيا          | أفضل ثلاثة منتخبات في بطولة أوروبا تحت 16 سنة لكرة القدم 1997          |
| مصر              | المستضيف                                                               |

## المباريات

### المجموعة أ
| فريق    | لعب | ف | ت | خ | له | عليه | ف.أ | نقاط |
| ------- | --- | - | - | - | -- | ---- | --- | ---- |
| ألمانيا | 3   | 2 | 1 | 0 | 5  | 1    | +4  | 7    |
| مصر     | 3   | 1 | 2 | 0 | 5  | 4    | +1  | 5    |
| تشيلي   | 3   | 1 | 1 | 1 | 7  | 4    | +3  | 4    |
| تايلاند | 3   | 0 | 0 | 3 | 4  | 12   | −8  | 0    |

| مصر                                 | 3–2   | تايلاند                             |
| ----------------------------------- | ----- | ----------------------------------- |
| أحمد بلال 16'، 46' · محمود عربي 65' | تقرير | توم تونغدي 30' · سوتي سوكسومكيت 67' |

| تشيلي | 0–1   | ألمانيا           |
| ----- | ----- | ----------------- |
|       | تقرير | سيلفيو أدزيتش 81' |

| مصر          | 1–1   | تشيلي               |
| ------------ | ----- | ------------------- |
| صالح أبو 37' | تقرير | مانويل فيالوبوس 69' |

| تايلاند | 0–3   | ألمانيا                                                   |
| ------- | ----- | --------------------------------------------------------- |
|         | تقرير | سباتسيان دايسلر 27' · سباستيان كيل 63' · ستيفن هوفمان 84' |

| مصر        | 1–1   | ألمانيا         |
| ---------- | ----- | --------------- |
| عيد عز 66' | تقرير | بنيامين أور 76' |

| تايلاند                                  | 2–6   | تشيلي |
| ---------------------------------------- | ----- | --- |
| مونتري ماتونغ 45+2' · سوتي سوكسومكيت 82' | تقرير | خوان فرانسيسكو فيفيروس 41'، 62' · كلاوديو مالدونادو 52' (ركلة.) · ميلوفان ميروشيفيتش 67' · كريستيان ألفاريز 83' · ألونسو زونيغا 89' |

### المجموعة ب
| فريق      | لعب | ف | ت | خ | له | عليه | ف.أ | نقاط |
| --------- | --- | - | - | - | -- | ---- | --- | ---- |
| إسبانيا   | 3   | 3 | 0 | 0 | 17 | 2    | +15 | 9    |
| مالي      | 3   | 2 | 0 | 1 | 7  | 2    | +5  | 6    |
| المكسيك   | 3   | 1 | 0 | 2 | 8  | 6    | +2  | 3    |
| نيوزيلندا | 3   | 0 | 0 | 3 | 0  | 22   | −22 | 0    |

| نيوزيلندا | 0–4   | مالي                                                    |
| --------- | ----- | ------------------------------------------------------- |
|           | تقرير | أبوبكر غيندو 33' · محمدو ديارا 64' · سيدو كيتا 70'، 88' |

| المكسيك                                 | 2–3   | إسبانيا                             |
| --------------------------------------- | ----- | ----------------------------------- |
| فرناندو أرسي 66' · إدوين سانتيبانيز 66' | تقرير | دافيد 14'، 84' (ركلة.) · ماتيوس 31' |

| نيوزيلندا | 0–5   | المكسيك                                                                                       |
| --------- | ----- | --------------------------------------------------------------------------------------------- |
|           | تقرير | ريكاردو ماوريسيو مارتينيز 12' · ساؤول سالسيدو 32' · عمر غوميز 41'، 47' · إدوين سانتيبانيز 85' |

| مالي | 0–1   | إسبانيا   |
| ---- | ----- | --------- |
|      | تقرير | دافيد 85' |

| نيوزيلندا | 0–13  | إسبانيا |
| --------- | ----- | --- |
|           | تقرير | إيفان سانشيز 23'، 29' · ماتيوس 28'، 64' · سيرخيو 36' (ركلة.) · دافيد 43'، 45+3'، 47'، 49' · إيفان رويو 62' · أندير 71' · كورونا 87' · إيفان لوبيز 90+1' |

| مالي                                    | 3–1   | المكسيك               |
| --------------------------------------- | ----- | --------------------- |
| دريسا كوليبالي 40' · سيدو كيتا 54'، 85' | تقرير | لويس إرنستو بيريز 64' |

### المجموعة ج
| فريق             | لعب | ف | ت | خ | له | عليه | ف.أ | نقاط |
| ---------------- | --- | - | - | - | -- | ---- | --- | ---- |
| البرازيل         | 3   | 3 | 0 | 0 | 13 | 1    | +12 | 9    |
| عمان             | 3   | 2 | 0 | 1 | 8  | 4    | +4  | 6    |
| الولايات المتحدة | 3   | 1 | 0 | 2 | 4  | 7    | −3  | 3    |
| النمسا           | 3   | 0 | 0 | 3 | 1  | 14   | −13 | 0    |

| عمان                                                    | 4–0   | الولايات المتحدة |
| ------------------------------------------------------- | ----- | ---------------- |
| محسن الحربي 15' · جمعة المخيني 39' · هاشم صالح 46'، 52' | تقرير |                  |

| النمسا | 0–7   | البرازيل |
| ------ | ----- | --- |
|        | تقرير | ديوغو 8' · فابيو بينتو 13' · جيوفاني 16' · فيروغيم 38' · ماتوزاليم 44' · رونالدينيو 75' (ركلة.) · أنايلسون 85' (ركلة.) |

| عمان                                   | 3–1   | النمسا                |
| -------------------------------------- | ----- | --------------------- |
| رضوان نيروز 18' · هاشم صالح 45+1'، 69' | تقرير | ألكساندر تسيرفوغل 74' |

| الولايات المتحدة | 0–3   | البرازيل                                |
| ---------------- | ----- | --------------------------------------- |
|                  | تقرير | جورجينيو 66' · آديل 85' · ماتوزاليم 90' |

| عمان          | 1–3   | البرازيل                                     |
| ------------- | ----- | -------------------------------------------- |
| هاشم صالح 53' | تقرير | جورجينيو 50' · فابيو بينتو 66' · جيوفاني 84' |

| الولايات المتحدة                                            | 4–0   | النمسا |
| ----------------------------------------------------------- | ----- | ------ |
| تشارلز روبسيس 6' · تايلور تويلمان 56'، 67' · ستيفن توتن 82' | تقرير |        |

### المجموعة د
| فريق      | لعب | ف | ت | خ | له | عليه | ف.أ | نقاط |
| --------- | --- | - | - | - | -- | ---- | --- | ---- |
| غانا      | 3   | 2 | 1 | 0 | 7  | 1    | +6  | 7    |
| الأرجنتين | 3   | 2 | 1 | 0 | 3  | 0    | +3  | 7    |
| البحرين   | 3   | 1 | 0 | 2 | 4  | 8    | −4  | 3    |
| كوستاريكا | 3   | 0 | 0 | 3 | 1  | 6    | −5  | 0    |

| الأرجنتين | 0–0   | غانا |
| --------- | ----- | ---- |
|           | تقرير |      |

| كوستاريكا                 | 1–3   | البحرين                                                  |
| ------------------------- | ----- | -------------------------------------------------------- |
| خوان باوتيستا إسكيفيل 67' | تقرير | راشد الدوسري 64' (ركلة.) · ياسر عامر 79' · صلاح راشد 84' |

| الأرجنتين          | 1–0   | كوستاريكا |
| ------------------ | ----- | --------- |
| لوسيانو غاليتي 59' | تقرير |           |

| غانا                                                                               | 5–1   | البحرين       |
| ---------------------------------------------------------------------------------- | ----- | ------------- |
| جونسون إيكو 5' · عزيز أنساه 8' · أووسو أفريي 52' · أولي كوايي 77' · ويسدوم أبي 89' | تقرير | ياسر عامر 71' |

| الأرجنتين                               | 2–0   | البحرين |
| --------------------------------------- | ----- | ------- |
| خوليو مارتشانت 42' · ماورو مارتشانو 72' | تقرير |         |

| غانا                            | 2–0   | كوستاريكا |
| ------------------------------- | ----- | --------- |
| أولي كوايي 12' · مايكل كوفي 61' | تقرير |           |

## مرحلة خروج المغلوب
|  | ربع النهائي             | ربع النهائي         |                         |         | نصف النهائي   | نصف النهائي   |  |  | النهائي             | النهائي |
|  |                         |                     |                         |         |               |               |  |  |                     |         |
|  | 14 سبتمبر - الإسكندرية  |                     |                         |         |               |               |  |  |                     |         |
|  |                         |                     |                         |         |               |               |  |  |                     |         |
|  | البرازيل                | 2                   |                         |         |               |               |  |  |                     |         |
|  | البرازيل                | 2                   | 18 سبتمبر - الإسماعيلية |         |               |               |  |  |                     |         |
|  | الأرجنتين               | 0                   |                         |         |               |               |  |  |                     |         |
|  | الأرجنتين               | 0                   | ألمانيا                 | 0       |               |               |  |  |                     |         |
|  | 14 سبتمبر - القاهرة     |                     | ألمانيا                 | 0       |               |               |  |  |                     |         |
|  |                         | البرازيل            | 4                       |         |               |               |  |  |                     |         |
|  | ألمانيا (ج.)            | البرازيل            | 4                       | 0 (4)   |               |               |  |  |                     |         |
|  | ألمانيا (ج.)            |                     | 21 سبتمبر - القاهرة     | 0 (4)   |               |               |  |  |                     |         |
|  | مالي                    | 0 (3)               |                         |         |               |               |  |  |                     |         |
|  | مالي                    | 0 (3)               | البرازيل                | 2       |               |               |  |  |                     |         |
|  | 15 سبتمبر - بورسعيد     |                     | البرازيل                | 2       |               |               |  |  |                     |         |
|  |                         | غانا                | 1                       |         |               |               |  |  |                     |         |
|  | غانا                    | غانا                | 1                       | 4       |               |               |  |  |                     |         |
|  | غانا                    | 18 سبتمبر - القاهرة |                         | 4       |               |               |  |  |                     |         |
|  | عمان                    | 1                   |                         |         |               |               |  |  |                     |         |
|  | عمان                    | 1                   | غانا                    | 2       | المركز الثالث | المركز الثالث |  |  |                     |         |
|  | 15 سبتمبر - الإسماعيلية |                     | غانا                    | 2       | المركز الثالث | المركز الثالث |  |  |                     |         |
|  |                         | إسبانيا             | 1                       |         |               |               |  |  |                     |         |
|  | إسبانيا                 | إسبانيا             | 1                       | 2       | إسبانيا       | 2             |  |  |                     |         |
|  | إسبانيا                 |                     |                         | 2       | إسبانيا       | 2             |  |  |                     |         |
|  | مصر                     | 1                   |                         | ألمانيا | 1             |               |  |  |                     |         |
|  | مصر                     | 1                   |                         |         | 1             |               |  |  |                     |         |
|  |                         |                     |                         |         |               |               |  |  | 21 سبتمبر - القاهرة |         |
|  |                         |                     |                         |         |               |               |  |  |                     |         |

### ربع النهائي
| البرازيل             | 2–0   | الأرجنتين |
| -------------------- | ----- | --------- |
| فابيو بينتو 44'، 83' | تقرير |           |

| ألمانيا | 0–0 (ب.و.إ.) | مالي |
| ------- | ------------ | ---- |
|         | تقرير        |      |

| غانا                                                                         | 4–1   | عمان             |
| ---------------------------------------------------------------------------- | ----- | ---------------- |
| محفوظ المخيني 25' (ه.ذ.) · مايكل كوفي 42' · أووسو أفريي 79' · أولي كوايي 88' | تقرير | صلاح العامري 57' |

| إسبانيا                         | 2–1   | مصر           |
| ------------------------------- | ----- | ------------- |
| سيرخيو 28' · خوانخو كاماتشو 66' | تقرير | أحمد بلال 31' |

### نصف النهائي
| ألمانيا | 0–4   | البرازيل                                                     |
| ------- | ----- | ------------------------------------------------------------ |
|         | تقرير | آديل 4' · جيوفاني 85' · فيروغيم 86' · رونالدينيو 88' (ركلة.) |

| إسبانيا  | 1–2   | غانا                               |
| -------- | ----- | ---------------------------------- |
| سوزا 35' | تقرير | غودوين أترام 47' · أووسو أفريي 79' |

### مباراة المركز الثالث
| ألمانيا                   | 1–2   | إسبانيا                      |
| ------------------------- | ----- | ---------------------------- |
| سيلفيو أدزيتش 59' (ركلة.) | تقرير | أندير 30' · سوزا 85' (ركلة.) |

### النهائي
| البرازيل                              | 2–1   | غانا            |
| ------------------------------------- | ----- | --------------- |
| ماتوزاليم 63' · أندري سانتوس ماير 87' | تقرير | أووسو أفريي 39' |

## البطل
| بطل بطولة العالم تحت 17 سنة لكرة القدم 1997 |
| ------------------------------------------- |
| · البرازيل · للمرة الأولى                   |

## مسجلي الأهداف
نال دافيد لاعب إسبانيا جائزة الحذاء الذهبي بتسجيله سبعة أهداف. سجل 117 هدفاً في المجمل عن طريق 73 لاعب مختلف، بما فيها هدف واحد سجل بالخطأ.
7 أهداف
- دافيد

5 أهداف
- هاشم صالح

4 أهداف
- فابيو بينتو
- أووسو أفريي
- سيدو كيتا

3 أهداف
- جيوفاني
- ماتوزاليم
- أحمد بلال
- أولي كوايي
- ماتيوس

هدفين
| - ياسر عامر - آديل - فيروغيم - جورجينيو - رونالدينيو - خوان فرانسيسكو فيفيروس | - سيلفيو أدزيتش - مايكل كوفي - إدوين سانتيبانيز - عمر غوميز - أندير | - سوزا - إيفان سانشيز - سيرخيو - سوتي سوكسومكيت - تايلور تويلمان |

هدف
| - خوليو مارتشانت - لوسيانو غاليتي - ماورو مارتشانو - ألكساندر تسيرفوغل - راشد الدوسري - صلاح راشد - أندري سانتوس ماير - أنايلسون - ديوغو - ألونسو زونيغا - كلاوديو مالدونادو - كريستيان ألفاريز - مانويل فيالوبوس - ميلوفان ميروشيفيتش - خوان باوتيستا إسكيفيل | - عيد عز - محمود عربي - صالح أبو - بنيامين أور - سباتسيان دايسلر - سباستيان كيل - ستيفن هوفمان - عزيز أنساه - غودوين أترام - جونسون إيكو - ويسدوم أبي - أبوبكر غيندو - دريسا كوليبالي - محمدو ديارا - فرناندو أرسي | - لويس إرنستو بيريز - ريكاردو ماوريسيو مارتينيز - ساؤول سالسيدو - جمعة المخيني - محسن الحربي - رضوان نيروز - صلاح العامري - كورونا - إيفان لوبيز - إيفان رويو - خوانخو كاماتشو - مونتري ماتونغ - توم تونغدي - تشارلز روبسيس - ستيفن توتن |

هدف ذاتي
- محفوظ المخيني (لعب ضد غانا)

## الترتيب النهائي
| مرتبة                     | فريق             | لعب | ف | ت | خ | له | عليه | ف.أ | نقاط |
| ------------------------- | ---------------- | --- | - | - | - | -- | ---- | --- | ---- |
| 1                         | البرازيل         | 6   | 6 | 0 | 0 | 21 | 2    | +19 | 18   |
| 2                         | غانا             | 6   | 4 | 1 | 1 | 14 | 5    | +9  | 13   |
| 3                         | إسبانيا          | 6   | 5 | 0 | 1 | 22 | 6    | +16 | 15   |
| 4                         | ألمانيا          | 6   | 2 | 2 | 2 | 6  | 7    | –1  | 8    |
| الخروج من ربع النهائي     |                  |     |   |   |   |    |      |     |      |
| 5                         | مالي             | 4   | 2 | 1 | 1 | 7  | 2    | +5  | 7    |
| 6                         | الأرجنتين        | 4   | 2 | 1 | 1 | 3  | 2    | +1  | 7    |
| 7                         | عمان             | 4   | 2 | 0 | 2 | 9  | 8    | +1  | 6    |
| 8                         | مصر              | 4   | 1 | 2 | 1 | 6  | 6    | 0   | 5    |
| الخروج من مرحلة المجموعات |                  |     |   |   |   |    |      |     |      |
| 9                         | تشيلي            | 3   | 1 | 1 | 1 | 7  | 4    | +3  | 4    |
| 10                        | المكسيك          | 3   | 1 | 0 | 2 | 8  | 6    | +2  | 3    |
| 11                        | الولايات المتحدة | 3   | 1 | 0 | 2 | 4  | 7    | –3  | 3    |
| 12                        | البحرين          | 3   | 1 | 0 | 2 | 4  | 8    | –4  | 3    |
| 13                        | كوستاريكا        | 3   | 0 | 0 | 3 | 1  | 6    | –5  | 0    |
| 14                        | تايلاند          | 3   | 0 | 0 | 3 | 4  | 12   | –8  | 0    |
| 15                        | النمسا           | 3   | 0 | 0 | 3 | 1  | 14   | –13 | 0    |
| 16                        | نيوزيلندا        | 3   | 0 | 0 | 3 | 0  | 22   | –22 | 0    |

## روابط خارجية
- FIFA U-17 World Championship Egypt 1997، FIFA.com
- تقرير فيفا التقني (الجزء 1)، (الجزء 2) و (الجزء 3)